# Splendrillia sarda
Splendrillia sarda é uma espécie de gastrópode do gênero Splendrillia, pertencente a família Drilliidae.